# Державне підприємство
Державне підприємство (скор. ДП) — підприємство, що діє на основі державній власності, або підприємство, у статутному капіталі якого частка державної власності становить 50 і більше відсотків. Казенне підприємство також є державним.
Певні межи визначення поняття ДП надає ч. 2 ст. 22 Господарського Кодексу України, яка перераховує види суб'єктів господарювання державного сектора економіки — ними є суб'єкти, що діють на основі лише державної власності, а також суб'єкти, державна частка у статутному капіталі яких перевищує 50 % чи становить величину, що забезпечує державі право вирішального впливу на господарську діяльність цих суб'єктів.

## В Україні
За даними Єдиного державного реєстру юридичних осіб та фізичних осіб-підприємців станом на листопад 2010 року, в Україні існувало 11 175 утворених при міністерствах і відомствах державних госпрозрахункових підприємств, установ та організацій. Зокрема, 7 608 з них входять до сфери управління міністерств, 3 567 — інших центральних органів виконавчої влади.
Станом на травень 2016 в Україні налічується 3500 державних підприємств, із яких 1700 не підлягають приватизації.

## Виноски
1. ↑  Закон України «Про фінансову реструктуризацію» [Архівовано 9 грудня 2017 у Wayback Machine.] стаття 1, частина 1, п. 7
2. ↑  12 листопада 2010, Прес-служба Держкомпідприємництва
3. ↑  проекту Плану пріоритетних кроків Уряду на 2016 рік. Урядовий портал. Архів оригіналу за 10 червня 2016. Процитовано 3 червня 2016.